# 中国共産党中央統一戦線工作部
中国共産党中央統一戦線工作部（ちゅうごくきょうさんとうちゅうおうとういつせんせんこうさくぶ、UFWD）は、中国共産党中央委員会の直属で、中国共産党と党外各民主党派（中国共産党に協力する衛星政党）との連携を担当する機構。1942年に設立。文化大革命中は業務が停止していたが、1973年6月に復活。略称は中央統戦部。
「統一戦線 (中国)」活動を担当している。国内外のエリート個人や組織に関する情報を収集・管理し、影響力を行使しようとするもので、香港の統一戦線、台湾の統一戦線、およびその他の国々も対象に含まれる。
UFWDの活動は、特にCCPの外部にいる人々や団体に焦点を当てており、海外華人コミュニティの中で政治的・商業的・宗教的・学術的な影響力を持つ人々や、利益団体を代表する人々を対象とする。 その努力を通じて、UFWDはこれらの個人や団体がCCPの利益に賛同する、または役立つようにし、潜在的な批判者が分断されたままであることを確保しようとする。
民族、宗教についての業務、特にダライ・ラマに協力する国内外のチベット解放活動に対する工作や、海外における祖国統一工作、非共産党員の幹部養成も職務に含まれている。業務の性格上から全国政治協商会議と連携が多い。
クライブ・ハミルトンのサイレント・インベージョンでは、中国共産党中央統一戦線工作部がオーストラリアでの浸透工作に関わっていることが報告された。

## 歴史
統一戦線工作部は、中国内戦の期間に創設され、1979年に最高指導者鄧小平の下で再設立された。2012年以降、中国共産党中央委員会総書記習近平のもとで、統一戦線工作部の役割と範囲は拡大・強化されている。

### 内戦と権力獲得
統一戦線政策は、中国共産革命前の二つの期間に最も使用された。すなわち1924年から1927年、および1936年から1945年であり、この時期、中国共産党は表向き日本を打倒するために国民党と協力した。 この時期の統一戦線工作的最も単純な定義は、「共通の敵を打倒するために可能な限り多くの同盟者を集める」ことであった。 Mareike Ohlbergによれば、その表向きの目標は「関連するすべての社会勢力と可能な限り広範な連合を築く」ことであった。
初期の段階で、共産党は統一戦線政策を利用して、「不満を持つ軍閥、宗教信者、少数民族、海外華僑、小政党や団体」と協力し、共産党を民主的に見せ、国民党が「正統性がなく抑圧的」である一方で共産党は「進歩、統一、民主主義を体現している」と主要グループに納得させようとした。
権力を掌握した後も、共産党は統一戦線戦略を用いて知識人を訓練し、「批判に基づく思想改造を用いて旧社会の知識人の変革を始めた」。これは、「ブルジョワ的かつ理想主義的な政治信念」と呼ばれるものを暴力的に排除し、「階級闘争と革命的変革への信念」を植え付けることを伴った。

### 改革期
1970年代後半、この政策は経済改革という共通の目的のために使用された。そこから、中国共産党は改革期を通じて国際的に活動の範囲を拡大し、1989年の天安門広場事件後にも再び拡大した。この部門には、香港、マカオ、台湾、海外の事務を担当する局が含まれ、海外の統一を促進するために海外華人を活用する重要性が明確にされている。
1980年、中国共産党中央委員会は、UFWDによる宗教団体の全国会議創設の要請を承認した。(pp126–127) 参加した宗教団体は、中国カトリック愛国会、中国イスラム教協会、中国道教協会、三自愛国運動、中国仏教協会であった。(p127)
1980年代および1990年代において、香港での「一国二制度」支持構築に重要な役割を果たした。「調整部」という名称で活動していた。 UFWDは、中国国外の非共産系コミュニティ指導者を取り込み、「党批判者を無力化するために利用する」と批判的に説明されることがあり、時には強制的な手段も用いた。
中国政治史の学者John P. Burnsは著書『The Chinese Communist Party's Nomenklatura System』において、UFWDの役割を示す党内部文書を引用している。UFWDは「党の統一戦線政策をよりよく実施し、各分野の愛国的人物を評価・理解し…彼らに適切な配置を行い、四つの近代化において彼らの積極的役割を最大限に動員・発揮させ、台湾の祖国復帰を実現し、国家統一の大業を成し遂げ、革命的・愛国的統一戦線を推進・強化する」ことを目的としている。
PRC統治初期において、UFWDは「党および政府と直接関連のない団体に対する共産党の監督を保証する」ために利用された。これらの団体（NGOを含む）はUFWDの権限下に置かれ、1949年の解放後も「国民全体を動員し共通の闘争に結集する役割」を継続した。Brookings Institutionの客員研究員張業によれば、CCPが「『大衆路線』から『階級闘争』に焦点を移した際、真の統一戦線は消失した。統一戦線部は存続したが、すべての勢力と結集して『共通の闘争』を行う任務は、主に党指導部の奉仕と『プロレタリア独裁の強化』に移行した」とされる。 Roger Faligotによれば、天安門事件の余波として、統一戦線工作部や友好協会など党組織が情報活動の表面として利用される傾向が増大した。(p182) 台湾などでの行動を見る限り、統一戦線工作部はCCPにとって関心のある対象に対して情報活動を行うための隠れ蓑として利用されていると考えられる。

### 習近平政権下
2018年、統一戦線工作部（UFWD）は、党・国家機関改革の深化の一環として再編され、SARAおよびOCAOを吸収し、部内の二つの局となった。
「一機構二牌子」制度の一環として、UFWDはOCAOおよびSARA（国家宗教事務管理局とも呼ばれる）を外部の名称として維持している。
UFWDはまた、国家民族事務委員会の直接管轄も引き受けた。
この再編により、UFWDは事実上、中国における民族、宗教および海外華人事務を監督・管理する主要機関となった。
国家宗教事務委員会と国務院海外華人事務弁公室も統一戦線工作部内に統合された。(p77)

## 組織構成
UFWDは4万人以上の人員を擁すると報告されており、その予算は公開されていない。 しかし、2019年には少なくとも26億米ドルの予算があったと推定されている。
UFWDは、8つの少数政党および全国工商聯を監督・指導している。
華僑大学および暨南大学はUFWDの直接管理下にある。

### 内部組織
2015年から2018年にかけて、UFWDは12の局に拡大した。
- 办公厅（総務庁）：部門の運営全般、財務、セキュリティ、資産、他の政府・党機関との業務調整を担当。
- 政策理论研究室（政策・理論研究室）：思想・政策研究、中国の宣伝（英語版）、重要文書の起草。国外向けの宣伝活動も他機関と連携して行う。
- 一局，党派工作局：中国の政党一覧の運営に関する事項を管轄。
- 二局，民族工作局：国内少数民族に関する政策の調査・提言、関連業務で他機関との連絡。宗教事務も監督。
- 三局，港澳台統戦工作局：香港、マカオ、台湾の友好人物との連絡・調整。
- 四局，非公有制経済工作局：民間部門の関係者との調整。
- 五局，无党派、党外知识分子工作局：非党派知識人（英語版）との連絡。
- 六局，新的社会階層人士工作局：「新しい社会階層」、つまり成長中の中国中間層に焦点。
- 七局：少数民族・宗教事務、特にチベット関連を担当。
- 八局：少数民族・宗教事務、特に新疆関連を担当。
- 九局，侨务综合局：海外華人事務の友好人物との連絡・調整。中国海外友好連合会（COFA）を運営。[35][36] 2019年、COFAと中国海外交流協会（COEA）が合併。[37]
- 十局，侨务事务局：海外華人事務の友好人物との連絡・調整。
- 十一局，宗教综合局：国内宗教事務に関する政策の調査・提言、関連業務で他機関と連絡。
- 十二局，宗教业务局：国内宗教事務に関する政策の調査・提言、関連業務で他機関と連絡。
- 机关党委（部門党委）
- 离退休干部办公室（退職幹部室）：部門退職者の福利厚生を担当。

### 直轄機関
UFWDは以下の直轄機関を管理している。
- オフィスサービスセンター（Office Service Bureau）
- 北京台湾館
- 華興経済コンサルティングサービスセンター
- 幹部訓練センター
- 中国統一戦線雑誌
- 中国チベット雑誌
- 光彩キャリアガイダンスセンター
- 情報センター
- 台湾学生学術交流センター
- 中国和平統一促進会（英語版）
- 中国高級チベット仏教学院
- 中国パーリ仏教学院
- 中国チベット情報センター
- 何香凝美術館（英語版）
- 中新社
- 北京華語文化学院
- 統一戦線工作部宗教研究センター
- 中国宗教雑誌
- 華僑晨報（英語版）
- 暨南大学（英語版）
- 華僑大学（英語版）
- 国際協力センター[40]

### 直轄企業
- 宗教文化出版社[要出典]

## 機能
UFWDは、CCP（中国共産党）に直接の所属がない団体や有力個人に対して、CCPの影響力を拡大・行使する任務を負っている。UFWDは、法律上活動が認められている8つの小政党、少数民族、宗教団体、海外華人、民間起業家、ソーシャルメディアインフルエンサーなどの新興分野の専門家、香港・マカオ・台湾の住民など、多様な社会集団に関与している。これらのグループとのコミュニケーションを維持し指導を行い、CCPに友好的な個人には報奨を与えることも多い。これらの手法により、UFWDは対象のCCPへの忠誠を確保するとともに、政策提言や政治情報を収集する。
Asia SocietyのNeil Thomasによれば、UFWDの活動は主に国内向けであり、「国内機構であるが、その触手は中国の国境を越えて伸びている」と表現されている。 Alex Joskeは、国内外のUFWD活動の間に明確な区別はなく、しばしば重複していることを指摘している。 学者のMartin Thorleyは、UFWDは国内外の市民団体、教育団体、非政府団体および関連個人の「潜在ネットワーク」を政治目的で活用でき、特に危機時にその能力を発揮すると説明している。 例えば、UFWDは中国人民政治協商会議のメンバーやその他の組織を利用して、影響力構築活動をしばしば秘密裏に行っている。 Stanford UniversityのInternet ObservatoryやHoover Institutionの研究者たちは、UFWDを「友好的とみなした者には栄誉や利益の多い機会を提供し、批判者には社会的・経済的圧力を仕掛けることにより、海外の華人コミュニティや世界に親北京的視点を育成する」と述べ、圧力はしばしば強烈だが間接的であるため、明確な帰属を特定するのが難しいとしている。

### 活動
UFWDは、本土中国内外のエリート個人や組織に関する情報を収集し、関係を管理し、影響力を行使しようとする活動を行っている。これには香港の統一戦線、台湾の統一戦線およびその他の国々も含まれる。 目標に働きかけるための手段として、主にアウトリーチ活動（イベント開催、研修、メディアツアーなど）が用いられる。例として、「新しい社会階層」のメンバーを深圳経済特区40周年記念の大規模祝賀イベントに招待したり、民間部門のメンバーを数週間にわたる研修コースに招待したりすることがある。また、道路整備や飲料水の供給拡大などのインフラ・開発事業の入札を発行するなど、物品やサービスの提供も手段として用いられる。
UFWDは、非漢族の少数民族や宗教少数派の漢化にも積極的に関与しており、特にチベットの漢化、内モンゴル、および新疆再教育キャンプにおけるウイグル族が対象である。 2020年、2020年内モンゴル抗議運動開始直後、UFWDはすべての中国の少数民族に標準中国語を使用する必要性を強調する声明を発表した。 また、UFWDは公式には「宗教の漢化」の名目で、反宗教キャンペーンにおいて主導的役割を果たしている。 2018年にUFWDに統合されたSARAの局は、甘粛、青海、四川の一部地域で、モスクや寺院に中華人民共和国の旗と旗竿を設置した。
UFWDおよびその関連フロント組織は、中国国家安全部の情報機関の隠れ蓑としても機能している。 複数の国家情報機関は、UFWDの任務と活動が他国の内政への過度な干渉を構成する可能性があることを懸念している。 de PierrebourgとJuneau-Katsuyaは著書『Nest of Spies』で、UFWDは「外国に関する重要な文書を管理している。これにはプロパガンダ、海外の中国人学生の管理、中国系ディアスポラや友好的外国人の諜報員の勧誘、長期的な秘密工作が含まれる」と主張している。
中国人民対外友好協会は、統一戦線工作部の「公の顔」として説明されることがある。
学者のJichang Luluは、UFWDおよびその代理組織が「民主的統治構造を再利用して域外影響力の道具として機能させている」と指摘している。
Atlanticの記者は、中国がヨーロッパ全域で数千の関連団体や政府支援団体を運営しており、「海外の中国市民や中国系の人々の忠誠心を確保する」「ヨーロッパにおける中国に関する議論を形成する」「技術や専門知識を国内に持ち帰る」ことを目的としていると述べ、UFWDがこのプロジェクトにおいて「重要な」役割を果たしていると指摘している。
学者のJeffrey Stoffは、中国共産党の統一戦線「影響力装置は世界的な技術移転装置と交差するか、直接支援している」と主張している。
2018年3月、海外中国人事務局がUFWDに統合されることが発表された。
海外中国人事務局の統合により、UFWDは国内で2番目に大きい国営メディアである中国新聞社を完全に掌握した。
2019年、UFWDは中国サイバースペース管理局と提携し、ソーシャルメディアのインフルエンサーを通じた統一戦線活動を推進した。
2020年1月、カナダやその他の国でUFWD関連団体が稼働し、個人用防護具を購入・備蓄・輸出して、COVID-19パンデミック (中国本土)に対応した。
UFWD関連団体は、複数の国で三合会との関係も指摘されている。
2024年10月、国際ジャーナリストコンソーシアムに参加するスウェーデンの記者が、ヨーロッパ全域で統一戦線システムに関連する233名を特定した。
ワシントンD.C.のシンクタンクJamestown Foundationによれば、スウェーデン国内の統一戦線関連団体は文化、ビジネス、政治、メディアなど社会のあらゆる分野に広がる103団体が確認されている。

### 台湾
UFWDは台湾の若者を中国本土に招く有給旅行やサマーキャンプを主催している。これらの旅行は、中国統一支持の感情を促進する目的があると報告されている。
2025年8月、台湾の教育部は、UFWDと関連する済南大学、華僑大学、北京中国語文化学院との学術協力を禁止した。
政府はまた、これらの大学の学位を認めないと発表し、学術的独立性ではなく政治的影響力への懸念を理由に挙げた。

### 外国選挙干渉疑惑
UFWDは、2019年カナダ連邦選挙を含む外国選挙への干渉が疑われている。
2019年カナダ議会浸透計画の後、カナダ枢密院事務局は、中国による選挙干渉は「今後の選挙でより持続的かつ広範になる可能性が高い」と警告し、「UFWDの広範な準公式組織および地域コミュニティ・利害団体ネットワークにより、カナダのターゲットと中国当局間の通信や資金の流れが覆い隠される」と述べた。

## 反応
2018年の米中経済安全保障調査委員会の報告書は、UFWDが定期的に海外での抗議活動や、中国共産党（CCP）を批判する表現行為を抑制しようと試みていることを指摘しており、それらの行為は「権利に対する陰謀」とされると述べている。 2020年5月、ホワイトハウスは「米国の中華人民共和国に対する戦略的アプローチ」と題する報告書を発表した。 この報告書では、「CCPの統一戦線組織およびその代理人は、米国および世界各地の企業、大学、シンクタンク、学者、ジャーナリスト、地方・州・連邦の公務員を標的にし、議論に影響を与え、PRC内部への外部影響を制限しようとしている」と述べられている。
2020年6月、オーストラリア戦略政策研究所は、法執行および外国の影響力活動の透明性向上を含む多次元的対応を提唱する報告書を発表した。 同月、米国の共和党研究委員会はUFWDおよびその上級指導部に対する制裁を求めた。
2022年1月、英国のMI5は、UFWDの代理として政治的干渉を行った疑いのある弁護士Christine Leeに対する「干渉警告」を発した。 2022年2月、カナダの裁判所はUFWDの海外華人事務局が「秘密裏かつ陰湿な情報収集活動を行っている」と判断した。 2023年7月、米国の上院議員らは、UFWDと関係があるとされる「海外華人サービスセンター」が米国内7都市で活動している件について、米国司法省に調査を要請した。

### 米国の制裁と起訴
2020年12月、米国国務省は、「統一戦線工作部の活動に関与し、暴力や窃盗、個人情報の流出、諜報活動、破壊活動、国内政治活動・学問の自由・個人のプライバシー・事業活動への悪質な干渉を行った者」に対してビザ制限を課した。 2021年1月、UFWDのトップである游泉（You Quan）は、大統領令13936号に基づき、米財務省の外国資産管理局によって特別指定国民およびブロック対象者リストに登録され、制裁を受けた。
2023年5月、米国人の梁立唐（Liang Litang）が、中国政府の違法代理人として活動したとして起訴され、中国の亡命者に対する監視や嫌がらせを行ったとされる。梁はUFWDおよび中華人民共和国公安部の関係者に情報を提供していたと報じられている。

## 歴代部長
- 王明（1942年 - 1947年）
- 周恩来（1947年 - 1948年）、都市工作部部長
- 李維漢（1948年10月 - 1964年12月）
- 徐氷（1964年12月 - 1966年） ※文化大革命開始後まもなく職務停止
- 李大章（1975年11月 - 1977年5月）
- ウランフ（1977年5月 - 1982年4月）
- 楊静仁（1982年4月 - 1985年11月）
- 閻明復（1985年11月 - 1990年11月）
- 丁関根（1990年11月 - 1992年12月）
- 王兆国（1992年12月 - 2002年12月）
- 劉延東（2002年12月 - 2007年12月）
- 杜青林（2007年12月 - 2012年9月）
- 令計画（2012年9月 - 2014年12月）
- 孫春蘭（2014年12月 - 2017年11月）
- 尤權（中国語版）（2017年11月 - 2022年10月 ）
- 石泰峰（中国語版）（2022年10月 - 2025年4月）[84]
- 李幹傑 (2025年4月 - )[85]